# キス・マイ・アクス
『キス・マイ・アクス』（Kiss My Axe）は、アメリカ合衆国のギタリスト、アル・ディ・メオラが1991年に発表したスタジオ・アルバム。

## 背景
1989年9月にフロリダ州オーランドのプラティナム・ポスト・スタジオでプリプロダクションが行われ、1991年5月にニューヨークでレコーディングされた。前作『ワールド・シンフォニア』がアコースティック・アルバムだったのに対して本作ではエレクトリック色が強調され、当時ディ・メオラは『ロサンゼルス・タイムズ』紙のインタビューにおいて「アコースティックの後にエレクトリックを弾くと、全く異質に感じられるし、アコースティックは技術的に演奏が難しいから、エレクトリックからアコースティックに切り替えるのも本当に大変だよ」と語っている。
レコーディングではギブソンのES-175及びレスポール、ポール・リード・スミスのギターにローランドのGR-50を搭載したギターシンセサイザーが多用されたが、「モロッコ」ではフラメンコギター、「ジジズ・プレイタイム・ライム（間奏曲#1）」と「エロティック・インタールード（間奏曲#2）」ではエイブラハム・ウェクター製作のアコースティック・ギターが使用された。4曲の間奏曲はいずれもディ・メオラ自身が全部の楽器を演奏しており、「ジジズ・プレイタイム・ライム（間奏曲#1）」には娘オリアナの声が収録された。
1991年当時、ディ・メオラは音楽業界に強い不満を抱いて「私にしてみれば、もっと放送されるべきエキサイティングな音楽はたくさんあるのに、ラジオやテレビは聴き手を育てようとしない」と語っており、そうした不満は本作のタイトルにも反映された。
ディ・メオラは2012年のインタビューで、本作収録曲「グローバル・サファリ」のソロを、自分が特に誇れる演奏の一つとして挙げている。

## 反響・評価
『ビルボード』のコンテンポラリー・ジャズ・アルバム・チャートでは2位を記録した。アレックス・ヘンダーソンはオールミュージックにおいて5点満点中4点を付け「ディ・メオラは相変わらず優れたテクニックの持ち主だが、それで聴き手を圧倒するのではなく、以前よりも抑制的な面を見せている」と評している。

## 収録曲
特記なき楽曲はアル・ディ・メオラ作。
1. サウス・バウンド・トラヴェラー - "South Bound Traveler" (Barry Miles) - 5:23
2. ジ・インブレイス - "The Embrace" - 5:48
3. キス・マイ・アクス - "Kiss My Axe" - 5:04
4. モロッコ - "Morocco" - 7:40
5. ジジズ・プレイタイム・ライム（間奏曲#1） - "Gigi's Playtime Rhyme (Interlude #1)" - 2:35
6. ワン・ナイト・ラスト・ジューン - "One Night Last June" - 8:20
7. ファントム - "Phantom" (Chick Corea) - 7:53
8. エロティック・インタールード（間奏曲#2） - "Erotic Interlude (Interlude #2)" - 2:32
9. グローバル・サファリ - "Global Safari" - 5:41
10. インタールード（間奏曲#3） - "Interlude #3" - 2:00
11. パープル・オーキッド - "Purple Orchids" - 6:45
12. ザ・プロフィット（間奏曲#4） - "The Prophet (Interlude #4)" - 1:18
13. オリアナ（1988年9月24日生まれ） - "Oriana (September 24, 1988)" - 5:20

## 参加ミュージシャン
- アル・ディ・メオラ - エレクトリック・ギター、アコースティック・ギター、ギターシンセサイザー、シンセサイザー、サンプラー、パーカッション、シェイカー、シンバル
- バリー・マイルス - ピアノ、シンセサイザー、サンプラー
- レイチェルZ - シンセサイザー(on #2, #3, #6, #7, #9, #11)
- アンソニー・ジャクソン - 6弦エレクトリックベース(on #1, #3, #7, #9, #11)
- トニー・シャー - エレクトリックベース(on #2, #11)、ウッド・ベース(on #6)
- リッチー・モラレス - ドラムス(on #2, #6)
- オマー・ハキム - ドラムス(on #3, #9)
- アルト・トゥンクボヤシアン - パーカッション(on #1, #2, #3, #6, #7, #9, #11, #13)、ボイス(on #1, #2, #3, #4, #7, #13)
- ガンビ・オーティス - コンガ(on #2, #3, #6, #7, #11)、パーカッション(#9)
- オリアナ・ディ・メオラ - ベイビー・トーク(on #5)